# Buraco negro eletrônico
Em física, existe a noção especulativa que presume a existência do buraco negro eletrônico (português brasileiro) ou buraco negro eletrónico (português europeu), segundo a qual se um buraco negro possuísse mesma massa e carga de um elétron, ele apresentaria as mesmas propriedades de um elétron, incluindo o momento magnético e o comprimento de onda de Compton. Essa ideia é desenvolvida em uma série de artigos publicados por Albert Einstein entre 1927 e 1949. Nesses artigos, expôs-se que se as partículas elementares fossem representadas como singularidades no espaço-tempo, tornaria-se desnecessário postular sobre o movimento geodésico como sendo parte da relatividade geral.

## Problemas
A mecânica quântica permite velocidades acima daquela da luz para um objeto de pequena massa tal como o elétron através de escalas de distâncias superiores ao raio de Schwarzschild do elétron.

## Raio de Schwarzschild
O raio de Schwarzschild (rs) de qualquer massa é calculado utilizando-se a seguinte fórmula:
{\displaystyle r_{s}={\frac {2Gm}{c^{2}}}}
Para um elétron,
G é a constante gravitacional de Newton,
m é a massa do elétron = 9.109×10−31 kg, e
c é a velocidade da luz.
resultando no valor
rs = 1.353×10−57m.
Assim, se o elétron possui um raio tão diminuto, ele acabaria se tornando uma singularidade gravitacional. O elétron passaria então a ter uma série de propriedades em comum com um buraco negro. Na métrica de Reissner-Nordström, que descreve os buracos negros elétricamente carregados, uma quantidade análoga rq é definida como
{\displaystyle r_{q}={\sqrt {\frac {q^{2}G}{4\pi \epsilon _{0}c^{4}}}}.}
Nessa expressão q é a carga e ε0 é a constante de permissividade do vácuo. Para um elétron com q = -e = −1.602×10−19C, o valor resultante é
rq = 9.152×10−37m.
Este valor sugere que um buraco negro eletrônico seria super extremo e possuiria uma singularidade nua. A teoria eletrodinâmica quântica padrão (QED) trata o elétron como uma partícula pontual, o que é completamente apoiado pelos experimentos. Na prática, porém, os experimentos com partículas não podem investigar arbitrariamente grandes escalas de energia, por isso os experimentos baseados na teoria QED definem o valor do raio de um elétron como menor que o comprimento de onda de Compton de uma grande massa, na ordem de {\displaystyle 10^{6}} GeV, ou
{\displaystyle r\approx {\frac {\alpha \hbar c}{10^{6}GeV}}\approx 10^{-24}m}.
Nenhum experimento proposto seria capaz de investigar se os valores de r seriam tão baixos quanto rs ou rq, ambos menores que a comprimento de Planck. É comumente aceito que os buracos negros super extremos são instáveis. Além disso, qualquer partícula física menor que a distância de Planck provavelmente requer uma teoria consistente para a gravidade quântica.

## Literatura popular
- Brian Greene, O Universo Elegante: Supercordas, Dimensões Ocultas, e a Busca pela Teoria Final (1999), (Capítulo 13) (em português)
- John A. Wheeler, Geons, Black Holes & Quantum Foam (1998), (Capítulo 10) (em inglês)